# Джампык-кала
Джампык-кала (узб. Jampiq qal’a) — городище расположено на юго-западных отрогах Султануиздагского хребта в Каракалпакстане. В плане он имеет сложную конфигурацию. В его восточной части сохранилась прямоугольная цитадель. Стены из сырцового кирпича украшены сомкнутыми полуколоннами, вершины которых заканчиваются попарно-ступенчатыми арками.
Самые первые построения были возведены в IV век до н. э. — I век, однако стены, которые можно увидеть сегодня, были построены с IX по X века. Монеты, найденные в городище, позволили определить дату последней стадии существования городища — XII—XIV века.
В средневековье городище служило портовым городом. При раскопках здесь были обнаружены многочисленные находки, ранее привезенные из различных стран Востока и Запада (Китая, Египта, Европы, Индии).